# Rodi Garganico

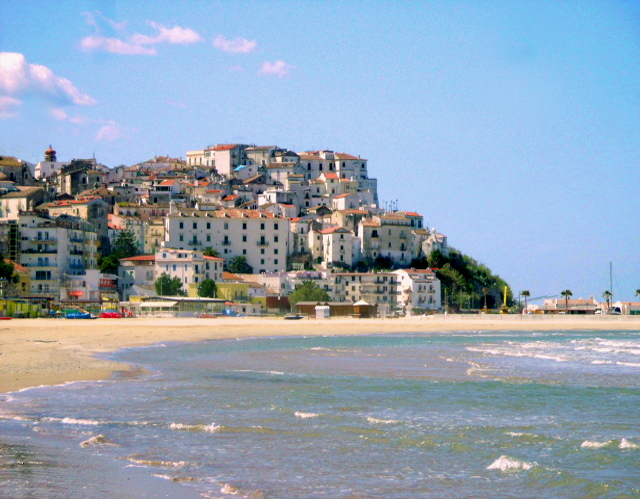
Rodi Garganico

Rodi Garganico ist eine südostitalienische Gemeinde (comune) mit 3338 Einwohnern (Stand 31. Dezember 2023) in der Provinz Foggia in Apulien. Die Gemeinde liegt etwa 59 Kilometer nordöstlich von Foggia am Rande des Nationalparks Gargano. Der Ort ist Strandbad an der Adriaküste. Rodi Garganico ist zugleich Teil der Comunità montana del Gargano.

## Geschichte
Der schmale Küstenstreifen, der die heutige Gemeinde darstellt, ist bereits seit vorchristlicher Zeit, gesichert ab 800 v. Chr., besiedelt.
Um 485 n. Chr. wurde Rodi Garganico von den Goten zerstört und 553 wieder aufgebaut. 1461 gelangte die Ortschaft unter die Herrschaft Aragons.

## Verkehr
Entlang der garganischen Adriaküste führt die Strada Statale 89 Garganica von San Severo nach Foggia durch die Gemeinde.